# حزب البعث العربي الاشتراكي (الكويت)
هو حزب نشط في الخمسينات عقب بدايه النهضة الكويتية بعد تصدير أول شحنه نفط، في حينها كانت الكويت في حاجه الأيدي العاملة، فقامت باستقطاب أبناء الوطن العربي في العراق و سوريا و مصر و فلسطين، وقد كان من بينهم منتمون إلى عدة أحزاب لينشروا أفكارهم وكان من بينها حزب البعث ، وكذلك ساهم سفر الطلبة الكويتيين للدراسة في الخارج، و بعد ذلك أتوا بأفكار قومية صاحبتهم إلى أثناء العودة لينشروها و كان من بينهم فكر البعث العربي القومي الذي كان نشطا حينها في القطر السوري و القطر العراقي ليتخذ له مكاناً في كل قطر عربي، وكان من أبرز الطلبة الكويتيين هو حمد العيسى بعد تخرجه من كلية الحقوق في مصر وأيضا نشط كل من شملان العيسى أخو حمد العيسى و كذلك د. خليفة الوقيان و علي السبتي و فيصل الصانع عضو سابق في مجلس الأمة الكويتي و عبدالرحمن الرميح الذي يضرب المثل الأعلى للحزب، حيث انخرط في صفوف جبهة التحرير العربية وقد شارك في العمليات العسكرية التي شنتها المقاومة الفلسطينية في جنوب لبنان و بعدها استشهد ونقل جثمانه إلى الكويت ملفوفاً بالعلم الفلسطيني.

## نبذه عن الحزب
لقد كان من أبرز البعثيين العرب الذين هاجروا إلى دوله الكويت للعمل في القطاعات و المؤسسات التعليمية و الصحية، التشييد و البناء أثناء تدفقات الثروة النفطية في الكويت كل من ناجي علوش و زهير محسن و عبد الوهاب الكيالي ، فقد استطاع هؤلاء في بناء تنظيم بعثي غير رسمي في الكويت تركزت نشاطاته على أيدي وافدين عرب في الكويت ، ويعود الفضل كذلك إلى عودة الطلاب الكويتيين الذين درسوا في جامعات مختلفة في عدة دول عربية، و و قد أتوا محملين بمبادئ حزب البعث و أفكاره و ساهموا في نشره من خلال منتديات و أندية ثقافيه و قومية و اجتماعية و نذكر منهم : السيد حمد العيسى الذي استطاع تأسيس نادي الاتحاد العربي كواجهة اجتماعية لحزب البعث و بعدها تحول إلى مركز استقطابي و توجيهي للبعثيين في الكويت ، حيث كان له دور قومي فعال في دعم و تشجيع نضال الشعب المصري أثناء تأميم قناة السويس .

## مواضيع ذات صلة
- حزب البعث العربي الاشتراكي - القطر العراقي
- حزب البعث العربي الاشتراكي الأردني
- حزب طليعة لبنان العربي الاشتراكي
- حزب البعث العربي الاشتراكي-القطر السوري